# Вандервол, Грейс
Грейс Эвери Вандервол (англ. Grace Avery VanderWaal; род. 15 января 2004, Канзас-Сити) — американская певица, автор-исполнитель. В 12 лет стала победительницей конкурса «В Америке есть таланты» 2016 года (America’s Got Talent). Член жюри Саймон Коуэлл назвал талантливую девочку будущей Тейлор Свифт. В 2017 году она стала победителем конкурса Radio Disney Music Award в категории Radio Disney Music Award for Best New Artist. В 2018 году она в возрасте 14 лет стала самой юной среди 30 самых перспективных молодых музыкантов, избранных журналом Forbes в его списке 30 Under 30.

## Биография и карьера
Грейс родилась 15 января 2004 года в Канзас-Сити (штат Канзас, США). Выросла в Ленексе, Канзас. Начала сочинять свои песни в возрасте 3 лет. Позже размещала видеоролики своих оригинальных песен на личном YouTube канале и выступала на открытых вечеринках своего родного города Сафферн, Нью Йорк. В 2016 году, в возрасте 12 лет, Грейс стала победительницей 11 национального конкурса «В Америке есть таланты» (America’s Got Talent). Член жюри Саймон Коуэлл назвал талантливую девочку будущей Тейлор Свифт («the next Taylor Swift»). Бриттани Спанос (Brittany Spanos) написала в журнале Rolling Stone, что её песня «I Don’t Know My Name» «эмоциональная, запоминающаяся, с причудливой мелодией». Грейс стала лишь вторым ребёнком и второй представительницей женского пола, победившей на этом конкурсе за всё время его существования. Бьянке Райан (Bianca Ryan) было 11 лет, когда она победила в первом сезоне конкурса талантов.
Вскоре после победы на AGT, Грейс выступала в качестве гостя в телешоу The Ellen DeGeneres Show и The Tonight Show Starring Jimmy Fallon. Журнал Billboard назвал её одной из самых ярких молодых звёзд 2016 года в своём списке 21 Under 21.
После победы на конкурсе Грейс перешла на домашнее и онлайн обучение.

### Музыка
Первые пять песен Грейс вошли в дебютный мини-альбом (EP) «Perfectly Imperfect», включая все 4 оригинальные песни, которые Грейс исполнила на конкурсе В Америке есть таланты и ещё одну оригинальную, «Gossip Girl». Запись продюсировал Грэг Уэллс. Версия для сети магазинов Walmart была дополнена ещё одной песнью, «Missing You (Coffeehouse Version)». Художественное оформление обложки мини-альбома сделала сестра Оливия.
Диск EP дебютировал в американском альбомном хит-параде Billboard 200 на позиции № 9. Его лид-сингл, «I Don’t Know My Name», дебютировал в чарте Billboard Digital Song Sales на позиции № 37 и в чарте Bubbling Under Hot 100 Singles на позиции № 24. Для продвижения диска EP певица выступила на нескольких шоу. В ноябре 2016 года она исполнила «Light the Sky» и «Riptide» в перерыве игры баскетбольной команды New York Knicks в Madison Square Garden в Нью-Йорке и «I Don’t Know My Name» во время парада 2016 Macy's Thanksgiving Day Parade, потом на шоу NBC в программе Today и в Нью-Йорке на новогодней ёлке в Саут-Стрит-Сипорт, где она также исполнила «Light the Sky». В декабре 2016 года она спела «I Don’t Know My Name» на шоу The Wendy Williams Show во время ежегодного праздничного мероприятия Синди Лопер в театре Beacon Theatre (где она также пела дуэтом с Синди Лопер её песню «True Colors»), на канале CBS в шоу The Talk и на радио Z100 в программе Jingle Ball Tour 2016 в Madison Square Garden. В обзоре последнего мероприятия обозреватель Jon Caramanica из газеты The New York Times написал, что выступление 12-летней певицы и гитаристки на укулеле стало одним из наиболее ярких моментов концерта. Позднее в том же месяце она вернулась на канал NBC и в программе Today Show спела свою песню «Light the Sky».

#### 2017 — настоящее
В январе 2017 года Вандервол исполнила песню «I Don’t Know My Name» на шоу Live with Kelly. Выступила в День святого Валентина на крыше Эмпайр-стейт-билдинг для всех влюблённых и начала записывать полноформатный альбом. В марте 2017 года выступила на двух благотворительных мероприятиях. Сначала она выступила на WE Day, в Иллинойсе, на Олстейт-арена. На концерте затрагивалась тема приверженности молодёжи принятию решений по социальным вопросам. Позже она исполнила «Light the Sky» в рамках мероприятия «One Night for One Drop», организованного Cirque du Soleil и проходившего в гостинице/казино Нью-Йорк, Нью-Йорк в Лас-Вегасе. В том же месяце она появилась на Специальных зимних олимпийских играх 2017 в Австрии, исполнив в дуэте с Джейсоном Мразом две его песни на церемонии открытия и свои собственные — на церемонии закрытия мероприятия.. В апреле она снова  выступила в рамках WE Day в Сиэтле, штат Вашингтон. Также было анонсирована её выступление на церемонии 2017 Radio Disney Music Awards.
В начале 2017 года Вандервол начала работу над своим полноформатным альбомом, который по её словам будет «более профессионально спродюсирован… иметь такое же звучание… но менее акустическое», чем её мини-альбом. Альбом Just the Beginning вышел 3 ноября 2017 года.
Вандервол выступила на фестивале музыки Austin City Limits в октябре, а затем последовал её первый тур, Just the Beginning Tour (с ноября 2017 года и до февраля 2018 года). По состоянию на сентябрь 2017 года все билеты на тур были распроданы. В конце ноября Вандервол вернулась в Японию для продвижения альбома. В декабре она выступила на  Today. В марте 2018 года Вандервол отправилась в Кению при поддержке фонда Starkey Hearing Foundation, чтобы помочь подросткам, страдающим нарушением слуха. В апреле она появилась на ток-шоу Позднее шоу со Стивеном Кольбером. Также она присоединилась к Imagine Dragons во время их североамериканского тура Evolve World Tour с июля по август 2018 года. В то же время Грейс появилась на «The Late Late Show with James Corden» и на фестивале LoveLoud Festival 2018. В декабре 2018 года она снова выступила на Live with Kelly and Ryan вместе с Ингрид Майклсон, исполнив в дуэте песню «Rockin’ Around the Christmas Tree» с альбома Songs for the Season. В 2019 году Вандервол выпустила сингл «Stray» и записала первую песню для саундтрека к мультфильму «Волшебный парк Джун», —  «Hideway». Грейс дебютировала в кино, сыграв главную роль в фильме компании Disney «Старгёрл» по мотивам одноимённого романа 2000 года; премьера фильма состоялась 13 марта 2020 на стриминговом канале Disney+.
На аккаунт Вандервол в Instagram подписано  более 3 миллионов подписчиков, в то время как на её каналах на YouTube — более 2,9 миллионов подписчиков с более 200 миллионов просмотров. А на её аккаунт на Facebook подписано более 1 миллиона пользователей.
22 ноября 2019 года вышел новый миниальбом Letters Vol. 1.

## Признание
В 2016 году журнал Billboard включил Вандервол в категорию 21 Under 21 своего списка «молодых и горячих звёзд музыки». В 2017 стала финалисткой в номинации «Лучший женский исполнитель» на фестивале International Acoustic Music Awards, став таким образом самым молодым финалистом за всю его историю. Также в 2017 году Вандервол была номинирована на премию Radio Disney Music Award и в итоге выиграла её в категории Radio Disney Music Award for Best New Artist.

### Награды и номинации
| Год  | Награда                       | Категория                                  | Результат |
| ---- | ----------------------------- | ------------------------------------------ | --------- |
| 2016 | America's Got Talent          |                                            | Победа    |
| 2016 | Radio Disney Music Awards     | Best New Artist                            | Победа    |
| 2017 | Acoustic Music Awards         | Best Female Artist                         | Номинация |
| 2017 | Teen Choice Awards            | Choice Next Big Thing                      | Победа    |
| 2017 | Billboard Women in Music 2017 | Rising Star Award                          | Победа    |
| 2018 | Radio Disney Music Awards     | Best Song That Makes You Smile             | Номинация |
| 2018 | 2018 MTV Video Music Awards   | Push Artist of the Year                    | Номинация |
| 2018 | MTV Europe Music Awards       | Best Push Artist                           | Победа    |
| 2018 | 32nd Japan Gold Disc Awards   | New Artist of the Year, Best 3 New Artists | Победа    |

## Личная жизнь
Проживает в Сафферне, в Нью-Йорке вместе с матерью, отцом и старшей сестрой. Также есть старший брат. Отец певицы — вице-президент по маркетингу компании LG Electronics.

## Дискография

### Альбомы
| Название           | Подробности релиза                                                            | Позиция в чартах | Позиция в чартах | Позиция в чартах | Позиция в чартах | Позиция в чартах | Позиция в чартах |
| Название           | Подробности релиза                                                            | US               | AUS              | CAN              | BE (FL)          | BE (WA)          | JP               |
| ------------------ | ----------------------------------------------------------------------------- | ---------------- | ---------------- | ---------------- | ---------------- | ---------------- | ---------------- |
| Just the Beginning | - Выпущен: 3 ноября 2017 - Лейбл: Columbia - Формат: CD и цифровое скачивание | 22               | 60               | 20               | 118              | 107              | 37               |

### Мини-альбомы
| Название            | Подробности релиза                                                 | Высшая позиция в чартах | Высшая позиция в чартах |
| Название            | Подробности релиза                                                 | US                      | CAN                     |
| ------------------- | ------------------------------------------------------------------ | ----------------------- | ----------------------- |
| Perfectly Imperfect | - Выпущен: 2 декабря 2016 - Лейбл: Columbia - Формат: загрузка, CD | 9                       | 11                      |
| Letters Vol. 1      | - Выпущен: 22 ноября 2019 - Лейбл: Columbia - Формат: загрузка, CD | ..                      | ..                      |

### Синглы
| Название                                                                                | Год  | Высшая позиция в чартах | Высшая позиция в чартах | Высшая позиция в чартах | Высшая позиция в чартах | Альбом              |
| Название                                                                                | Год  | US Bub.                 | AUS                     | BEL (WA) Tip            | JPN                     | Альбом              |
| --------------------------------------------------------------------------------------- | ---- | ----------------------- | ----------------------- | ----------------------- | ----------------------- | ------------------- |
| «I Don’t Know My Name»                                                                  | 2016 | 24                      | 82                      | —                       | —                       | Perfectly Imperfect |
| «Moonlight»                                                                             | 2017 | —                       | —                       | 3                       | —                       | Just the Beginning  |
| «Sick of Being Told»                                                                    | 2017 | —                       | —                       | —                       | —                       | Just the Beginning  |
| «So Much More Than This»                                                                | 2017 | —                       | —                       | 16                      | 43                      | Just the Beginning  |
| «Clearly»                                                                               | 2018 | —                       | —                       | —                       | —                       | Без альбома         |
| «I Don’t Like You»                                                                      | 2019 | —                       | —                       | —                       | —                       | Letters Vol. 1      |
| «The City»                                                                              | 2019 | —                       | —                       | —                       | —                       | Letters Vol. 1      |
| «Poser»                                                                                 | 2019 | —                       | —                       | —                       | —                       | Letters Vol. 1      |
| «Intro (Gucci Shoes)»                                                                   | 2019 | —                       | —                       | —                       | —                       | Letters Vol. 1      |
| «Waste My Time»                                                                         | 2019 | —                       | —                       | —                       | —                       | Letters Vol. 1      |
| «Ur So Beautiful»                                                                       | 2019 | —                       | —                       | —                       | —                       | Letters Vol. 1      |
| «Repeat»                                                                                | 2021 | —                       | —                       | —                       | —                       | ...                 |
| «—» означает, что сингл не попал в чарты или не был выпущен на определённой территории. |      |                         |                         |                         |                         |                     |